# Grundkallen
Grundkallen är en kassunfyr, placerad vid det vidsträckta Grundkallegrund, 30 kilometer nordöst om Öregrund. Fyren började byggas år 1958 vid Lidingö och bogserades ut och driftsattes år 1959, och ersatte då ett fyrskepp som funnits på platsen sedan 1862.
Fyren, som ägs av Sjöfartsverket, är sedan 1980 automatiserad och obemannad.

## Skeppslista
| Nummer | Namn           | Tjänstgöringsår |
| ------ | -------------- | --------------- |
| 7      | Vulkan         | 1862-1863       |
| 3      | Grundkallen    | 1864-1875       |
| 6      | Svenska Björn  | 1876-1910       |
| 23     | Kopparstenarne | 1911-1922       |
| 30     | Grundkallen    | 1923-1959       |